# Erick Canales
Erick Alfredo Canales Colunga (Lima, Perú, 7 de junio de 2001) es un futbolista peruano. Juega como lateral derecho y su equipo actual es el Deportivo Garcilaso de la Liga 1 de Perú.

## Trayectoria

### Alianza Lima
Formado en las menores del cuadro íntimo, fue partícipe del plantel aliancista para el Torneo de Reservas 2019.

### Ayacucho F. C.
En enero de 2020, fue cedido al Ayacucho F. C., en búsqueda de tener mayor continuidad. Debutó oficialmente con los zorros el 19 de agosto, en la séptima fecha de la Liga 1 ante el Deportivo Llacuabamba, partido que ganarían por 3 goles a 1, donde además participó los 90 minutos del encuentro. El 5 de diciembre, el cuadro ayacuchano disputó la final de la Fase 2 ante el Sporting Cristal, final que ganarían por penales tras empatar a 1 tras 120 minutos de juego. Canales ingresó a los 108 minutos del partido.

### Alianza Lima
En el 2021, regresa del préstamo al Ayacucho F. C. al equipo intimo para afrontar la Liga 1 2021

## Selección nacional
Ha sido parte con la selección de fútbol de Perú en la categoría sub-20, siendo parte de distintos microciclos en el año 2020.

## Estadísticas

### Clubes
Actualizado al último partido disputado el 8 de octubre de 2023.
| Club                    | Div.          | Temporada     | Liga  | Liga  | Copas nacionales | Copas nacionales | Copas internacionales | Copas internacionales | Total | Total |
| Club                    | Div.          | Temporada     | Part. | Goles | Part.            | Goles            | Part.                 | Goles                 | Part. | Goles |
| ----------------------- | ------------- | ------------- | ----- | ----- | ---------------- | ---------------- | --------------------- | --------------------- | ----- | ----- |
| Ayacucho F. C. · Perú   | 1.ª           | 2020          | 4     | 0     | —                | —                | —                     | —                     | 4     | 0     |
| Ayacucho F. C. · Perú   | Total club    | Total club    | 4     | 0     | 0                | 0                | 0                     | 0                     | 4     | 0     |
| Alianza Lima · Perú     | 1.ª           | 2021          | 1     | 0     | 0                | 0                | —                     | —                     | 1     | 0     |
| Alianza Lima · Perú     | Total club    | Total club    | 1     | 0     | 0                | 0                | 0                     | 0                     | 1     | 0     |
| UTC de Cajamarca · Perú | 1.ª           | 2022          | 14    | 0     | —                | —                | —                     | —                     | 14    | 0     |
| UTC de Cajamarca · Perú | 1.ª           | 2023          | 13    | 0     | —                | —                | —                     | —                     | 13    | 0     |
| UTC de Cajamarca · Perú | Total club    | Total club    | 27    | 0     | 0                | 0                | 0                     | 0                     | 27    | 0     |
| Total carrera           | Total carrera | Total carrera | 32    | 0     | 0                | 0                | 0                     | 0                     | 32    | 0     |

## Palmarés

### Torneos nacionales
| Título | Club         | País | Año  |
| ------ | ------------ | ---- | ---- |
| Liga 1 | Alianza Lima | Perú | 2021 |

### Torneos cortos
| Título          | Club           | País | Año  |
| --------------- | -------------- | ---- | ---- |
| Torneo Clausura | Ayacucho F. C. | Perú | 2020 |
| Torneo Clausura | Alianza Lima   | Perú | 2021 |